# KF Hysi
KF Hysi este un club de fotbal din Kosovo in Superliga (Kosovo).

## Lotuls ezonului 2009-2010
| Nr. |        | Poziție | Jucător           |
| --- | ------ | ------- | ----------------- |
|     | Kosovo | F       | Bashkim Ahmeti    |
|     | Kosovo | A       | Kushtrim Breznica |
|     | Kosovo | M       | Ahmet Haliti      |
|     | Kosovo | M       | Besart Ismajli    |
|     | Kosovo | F       | Petrit Perniqi    |
|     | Kosovo | M       | Valon Raqi        |
|     | Kosovo | M       | Adrian Zabërxha   |
|     | Kosovo | A       | Enis Zabërxha     |
|     | Kosovo | A       | Kastriot Rexha    |

| Nr. |        | Poziție | Jucător                   |
| --- | ------ | ------- | ------------------------- |
|     | Kosovo | A       | Mentor Zhdrella (captain) |
|     | Kosovo | A       | Bernard Krasniqi          |
|     | Kosovo | P       | Flamur Neziri             |
|     | Kosovo | M       | Elhami Berisha            |
|     | Kosovo | F       | Qendrim Kida              |
|     | Kosovo | M       | Petrit Osmani             |
|     | Kosovo | F       | Përparim Osmani           |